# Jan Nedvěd (básník)
Jan Nedvěd (1. března 1939 Praha – 5. května 2019 Praha) byl český žurnalista, hlavní redaktor časopisu Tvář.

## Život
Po studiu češtiny na Filozofické fakultě UK (1957–1962) pracoval jako redaktor Literárních novin a v letech 1965 a 1968–1969 jako šéfredaktor kulturního měsíčníku Tvář. Po prvním zastavení Tváře v roce 1965 byl „vyškrtnut“ z KSČ. Od podzimu 1969 pracoval s dalšími spolupracovníky časopisu (Bohumil Doležal, Emanuel Mandler, Karel Štindl) v různých dělnických a technických profesích a nakonec jako programátor. Této profesi se pak věnoval i po roce 1989. V roce 1976 podepsal mezi prvními Chartu 77, petici na ochranu lidských práv.
Už v 60. letech začal psát své krátké, civilní a střízlivé básně v pevné formě. Publikoval jen vzácně, této formě veršů i aforismů však zůstal věrný až do konce života. V roce 2005 vyšla v nakladatelství Torst básnická sbírka Žiju život naruby, do níž autor uspořádal celou svoji básnickou tvorbu za čtyřicet let.
Zemřel 5. května 2019 v Praze. Pohřben byl na hřbitově Malvazinky.